# Sylvius Leopold Weiss

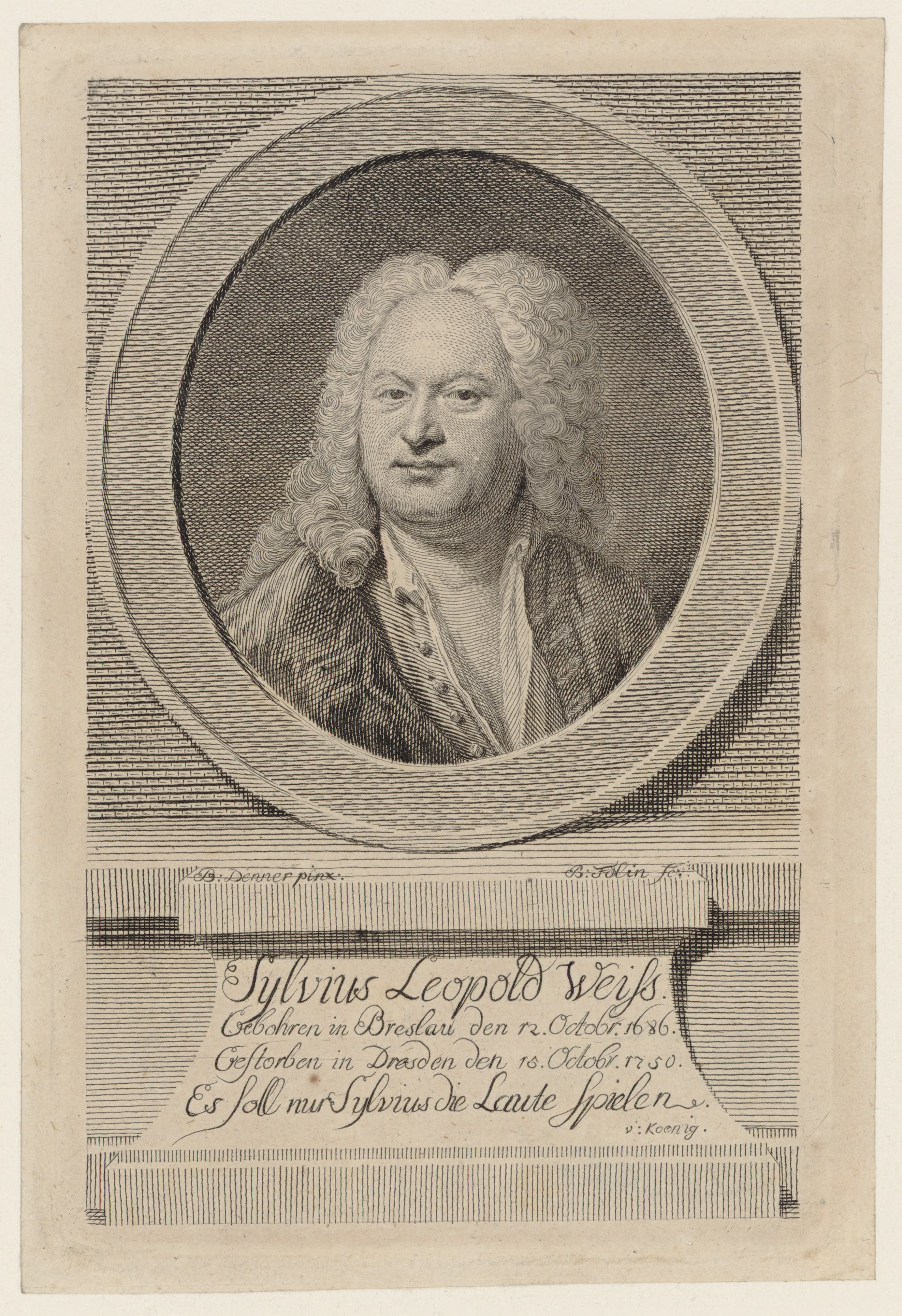
Sylvius Leopold Weiss, met een citaat van Johann Ulrich von Koenig: Es soll nur Sylvius die Laute spielen.
De vermelde geboortedatum wordt betwist.

Sylvius of Silvius Leopold Weiss (Grottkau, 12 oktober 1687 – Dresden, 16 oktober 1750) was een Duits componist en luitspeler. Hij is geboren in het tegenwoordige district Brzeg in Zuid-West-Polen als zoon van Johann Jacob Weiss, die eveneens luit speelde. Hij diende aan de hoven van Breslau, Rome en Dresden. Lang werd gedacht dat hij was geboren in 1686, maar een onderzoeker doet vermoeden dat hij pas het jaar erna is geboren.

## Werken
Weiss geldt als een van de bekendste en technisch beste luitspelers van zijn tijd. Hij componeerde ongeveer 600 stukken voor zijn instrument. Veel van zijn werken zijn gegroepeerd in Sonates (maar niet gebaseerd op de klassieke sonatevorm) en Suites, die hoofdzakelijk bestaan uit barokdansen. Weiss schreef ook kamermuziek en soloconcerten, die niet bewaard zijn. Later in zijn leven werd Weiss bevriend met Wilhelm Friedemann Bach, via wie hij in contact raakte met diens vader Johann Sebastian Bach. Zo beschreef de Duitse componist Johann Friedrich Reichardt dat Weiss en Bach het tegen elkaar opnamen in een improvisatiewedstrijd.